# Stanley Matthews
Stanley Matthews, CBE (1 tháng 2 năm 1915 – 23 tháng 2 năm 2000) là một cầu thủ bóng đá người Anh, người được đánh giá là một trong những huyền thoại của Bóng đá Anh. Ông là cầu thủ đầu tiên được phong tước hiệp sĩ (tính đến 2008 vẫn là cầu thủ duy nhất được phong tước hiệp sĩ khi còn thi đấu). Ông cũng là cầu thủ đầu tiên giành danh hiệu Quả Bóng Vàng cũng như là cầu thủ đầu tiên giành danh hiệu Cầu thủ xuất sắc nhất năm do Hiệp hội nhà báo bóng đá bầu chọn. Sir Stanley Matthews có biệt danh "Phù thủy của những pha rê rắt" và "Nhà ảo thuật", ông vẫn được tôn vinh là một trong những cầu thủ có khả năng rê bóng xuất sắc nhất trong lịch sử bóng đá. Là một người kiêng rượu và ăn chay, thể lực của Matthews đủ giúp ông chơi bóng đến tận năm 50 tuổi. Ông cũng là cầu thủ già nhất từng chơi ở giải bóng đá hạng nhất Anh. Ngoài ra, suốt cuộc đời chơi bóng đá 33 năm, ông chưa từng bị một thẻ phạt nào, đây thực sự là một di sản quý của nền bóng đá.

## Danh hiệu

### Câu lạc bộ
Blackpool
- FA Cup: 1953
- FA Cup á quân: 1948, 1951

Stoke City
- Football League Second Division (2): 1932–33, 1962–63